# Abdourahamane Tchiani
Abdourahamane Tchiani (Arabisch: عبد الرحمن تشياني; ook bekend als Omar Tchiani) is een Nigerese militaire officier. Hij is onder andere voorzitter van de Nationale Raad voor de Bescherming van het Vaderland, de militaire junta van Niger. 
Tchiani werd omstreeks 1960 geboren. Hij is afkomstig uit de regio Tillabéri, in het westen van Niger. In 1984 ging hij in Niamey bij het Nigerese leger.
In 2015 werd hij het hoofd van de Nigerese presidentiële garde. Hij speelde een sleutelrol in de Nigerese staatsgreep van 2023 door president Mohamed Bazoum vast te houden in het presidentiële paleis. Vervolgens riep hij zichzelf op 28 juli uit tot voorzitter van de Nationale Raad voor de Bescherming van het Vaderland, en werd daarmee de facto president van Niger.